# Glis glis
Myoxus glis · Loir gris, Loir commun, Loir vulgaire
Cet article concerne l'espèce Glis glis. Pour les autres espèces de loirs, voir Loir (animal).
Pour les articles homonymes, voir Loir.
Espèce
Synonymes
- Myoxus glis

Statut de conservation UICN

 LC  : Préoccupation mineure
Le Loir gris (Glis glis) est un petit mammifère rongeur de la famille des Gliridae. C'est la seule espèce actuelle du genre Glis. Ce loir vit en Europe et hiberne en hiver. Il y est protégé au titre de l'annexe III de la Convention de Berne.

## Dénominations
En français, il a pour noms vulgaires Loir gris,,, Loir commun ou encore Loir vulgaire ou Loir ordinaire et comme nom vernaculaire loir tout court,.
Le terme de loir dérive vraisemblablement du latin classique glīs via la langue vulgaire glĭris, bien que la perte du G ne s'explique pas bien. Glis et Myoxus sont aujourd'hui des genres monotypiques qui sont utilisés pour désigner le genre de ce taxon, c'est-à-dire que Glis glis ou Myoxus glis sont utilisés selon les auteurs.

## Caractéristiques
C'est un petit animal de 15 à 20 cm pour un poids de 100 à 250 g, qui vit essentiellement la nuit. Il passe l'hiver en hibernation pendant sept mois environ (d'octobre à avril). Sa longévité moyenne est de 9 à 10 ans. Il est sensiblement de même taille que le lérot et possède une queue touffue de couleur grise comme l'ensemble du corps.
Taille : 14 à 20 cm + 11 à 19 cm de queue.
Poids : de 80 à 250 g.
Robe : dos et flancs gris chinchilla uniforme, parfois teinté de roux sur les flancs, ou de noir sur une raie dorsale. Mince cercle noir autour de l'œil. Joues et ventre blancs.
Formule dentaire : Inc.1/1, Can.0/0, Prémol.1/1, Mol. 3/3.
Particularités : longue queue touffue, munie de poils gris d'égale longueur jusqu'à son extrémité. Molaires carrées, à surface relativement plane mais striées. Aucune « fenêtre » à la mandibule.

## Écologie et comportement
Nid : construction ovoïde d'une bonne quinzaine de centimètres de diamètre faite de brindilles, mousses, feuilles, herbes sèches avec ouverture latérale. L'intérieur est tapissé de matériel doux : laine, poils, plumes, herbes. Le nid est souvent construit dans un creux d'arbre, une fissure de rocher, un vieux mur, un vieux nid de pie ou d'écureuil ou encore peut se trouver librement dans les branches, à moyenne hauteur. Un même nid peut abriter plusieurs individus. Les nichoirs à petits passereaux ne lui conviennent pas : le diamètre du trou de vol est insuffisant. Les nids d'hibernation sont établis dans le sol, à des profondeurs allant de 15 à 60 cm.
Empreintes : semblables à celles de l'écureuil, mais de plus petite taille.

### Reproduction

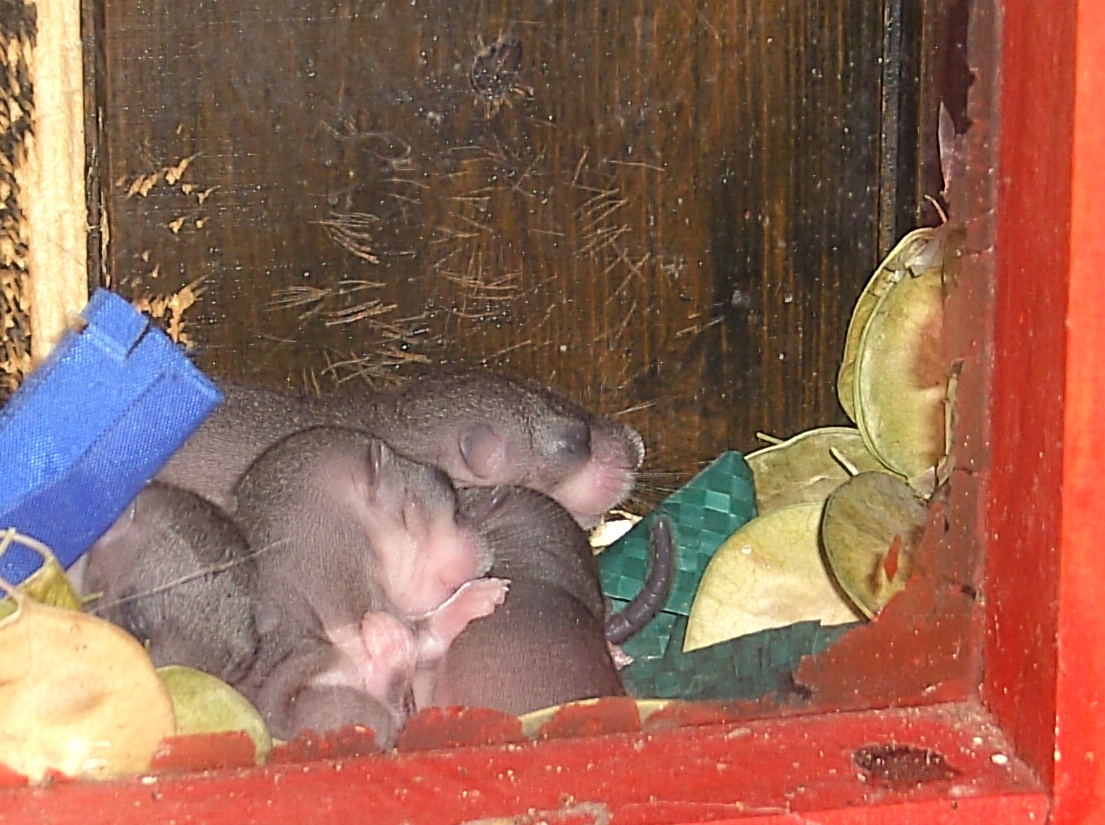
Progéniture de loir gris aux yeux encore fermés.

Époque : mises bas de juin à septembre.
Gestation : 30 à 32 jours.
Nombre de jeunes : 1 à 11 par portée, le plus souvent 4 à 6 ; une portée annuelle.
Maturité sexuelle : au plus tôt vers 9 à 10 mois, c'est-à-dire au printemps qui suit l'année de leur naissance.
Espérance de vie : jusqu'à 9 ans.
Hibernation : octobre à mars-avril.

### Alimentation
Le loir commun est omnivore.

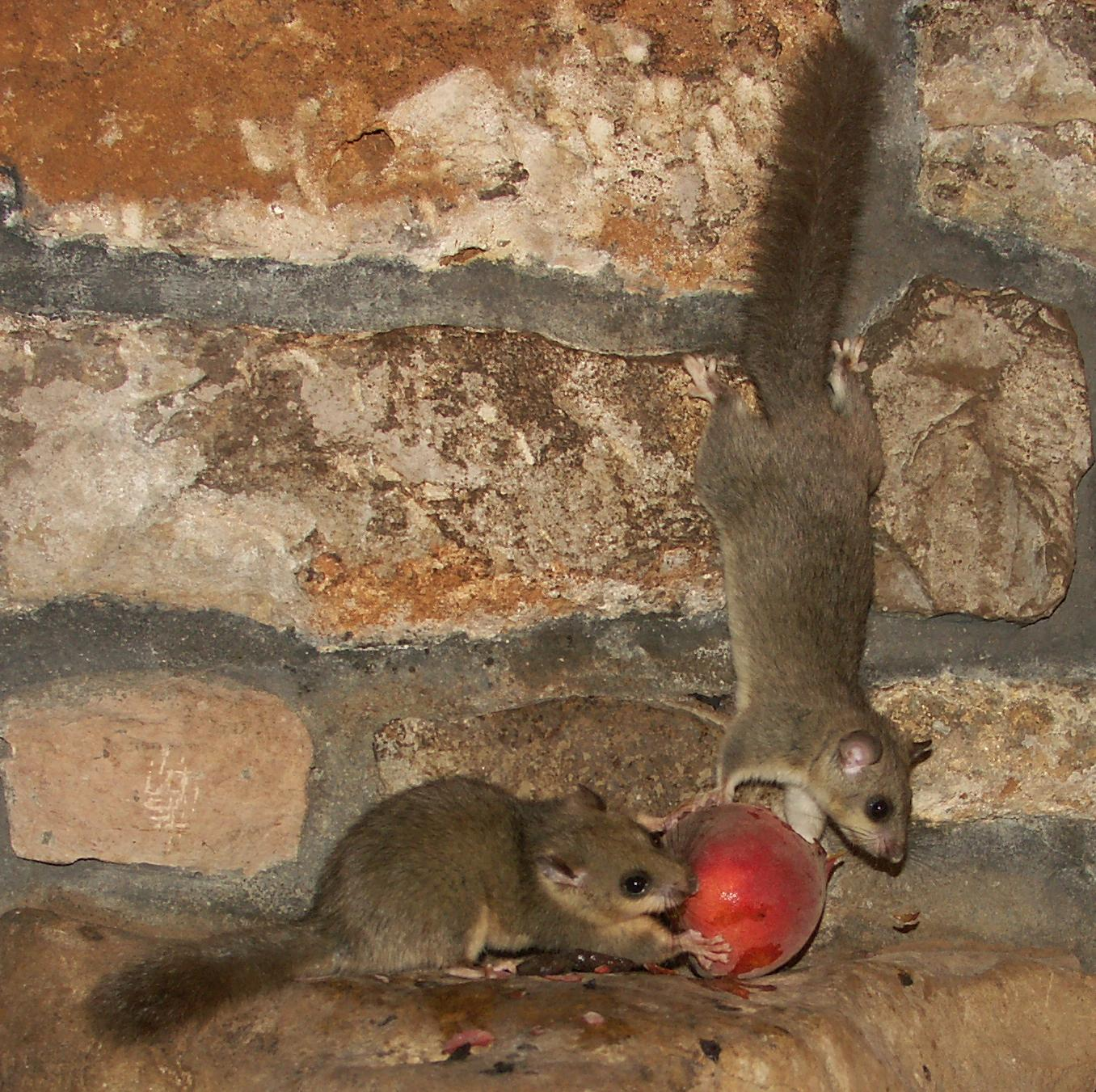
Loirs mangeant une pêche.

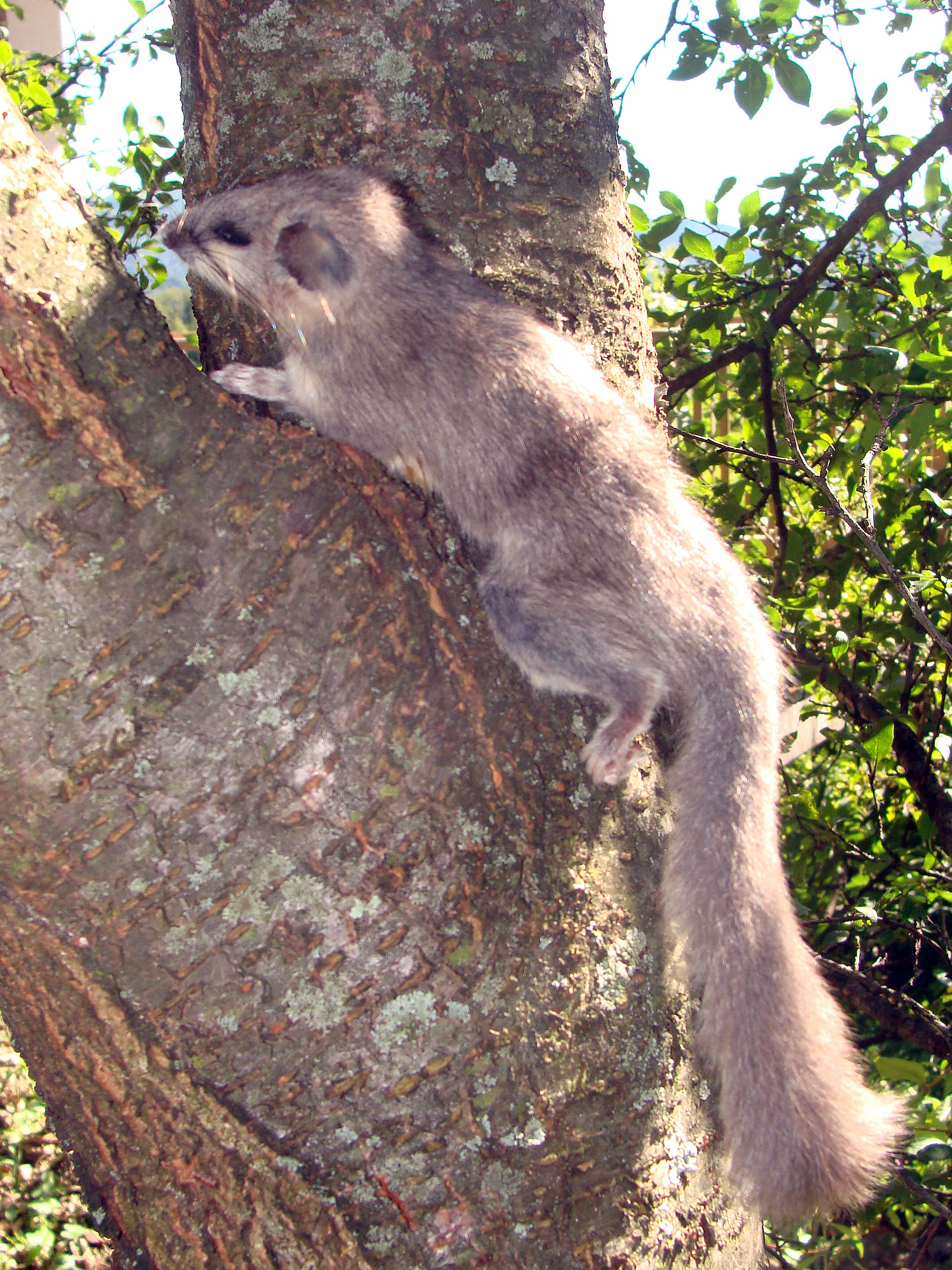
Un loir dans un mirabellier.

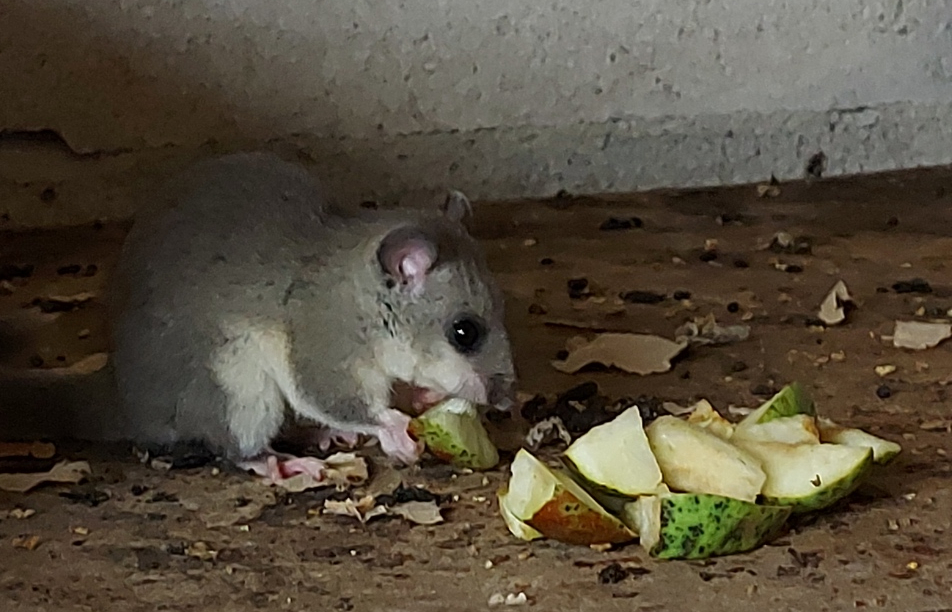
Un loir d'un an environ mangeant de petits morceaux de poire.

Ses aliments préférés sont les graines et les fruits secs. D'autres fruits figurent au menu lorsque l'occasion se présente : pommes, prunes, mûres, mirabelles, myrtilles, figues, poires. Il aime aussi les bourgeons et les fleurs, mange également des champignons et écorce volontiers les jeunes pousses. Il ne dédaigne pas les insectes, les crustacés (cloportes) ou certains mollusques et se repaît occasionnellement de petits vertébrés, notamment des jeunes oiseaux qu'il trouve au nid. En automne, les loirs engraissent énormément et stockent un peu de nourriture, constituant ainsi de bonnes réserves énergétiques qui leur permettent d'affronter la longue période d'hibernation. 

### Comportement
Le loir est essentiellement nocturne, il s'éveille après la tombée de la nuit pour partir en quête de nourriture. Il se déplace rarement sur le sol, les coussinets de ses pattes sécrétant une substance collante qui lui permet de se déplacer sur des surfaces verticales sans aucune difficulté. Ses moustaches, les vibrisses, l'aident dans ses déplacements nocturnes en lui permettant de détecter d'éventuels obstacles. Il vit en couple ou en petits groupes familiaux sédentaires sur un territoire d'environ 3 à 4 hectares, ce qui, pour un rongeur, est assez considérable. Les populations comprennent environ la moitié d'animaux de moins d'un an, 30 % d'individus ayant de 1 à 2 ans, 15 % de 2 à 3 ans et 5 % au-delà. Le loir peut vivre jusqu'à une dizaine d'années.
La longue période d'hibernation du loir, généralement d'octobre à avril, est à l'origine de l'expression populaire : « dormir comme un loir ». En Allemagne, il est appelé Siebenschläfer, ce qui signifie celui qui dort sept mois. Les Romains avaient déjà été frappés par cette caractéristique : Martial parle des « loirs amis du sommeil » (somniculosos glires).
Le loir adulte utilise trois moyens de communication orale. Il impressionne les autres loirs et les prédateurs en claquant rapidement des dents. Il émet également des brefs sifflements aigus et des cris très perçants et aigus de plusieurs secondes qui servent de cri d'alerte.
Ce sont des animaux très faciles à apprivoiser.

### Prédateurs et parasites
Comme pour les autres gliridés, les principaux prédateurs du loir sont les rapaces nocturnes, notamment le hibou grand-duc (Bubo bubo) et la chouette hulotte (Strix aluco). Parmi les carnivores, c'est surtout la martre (Martes martes), le chat sauvage (Felis sylvestris) et, dans une moindre mesure, la fouine (Martes foina) qui comptent le loir au nombre de leurs proies. À l'instar de celle du lérot (Eliomys quercinus) et du muscardin (Muscardinus avellanarius), la peau qui entoure la queue du loir est susceptible de se déchirer lorsque l'animal est saisi par là. Le prédateur se retrouve alors avec un fourreau garni de poils et la proie qu'il convoitait a eu le temps de s'échapper. Les vertèbres caudales mises à nu finissent par se dessécher et par tomber. Il n'est pas rare de trouver, dans la nature, des animaux mutilés de la sorte qui semblent mener une vie parfaitement normale.
Sur le plan parasitologique, le loir est beaucoup moins bien connu que ses deux cousins. On lui connaît les mêmes parasites : il s'agit principalement de la puce de l'écureuil (Monopsyllus sciurorum), mais aussi d'un pou (Schizophthirus pleurophaeus) et d'une puce (Myoxopsylla laverani) spécifiques des gliridés.

## Habitat et répartition

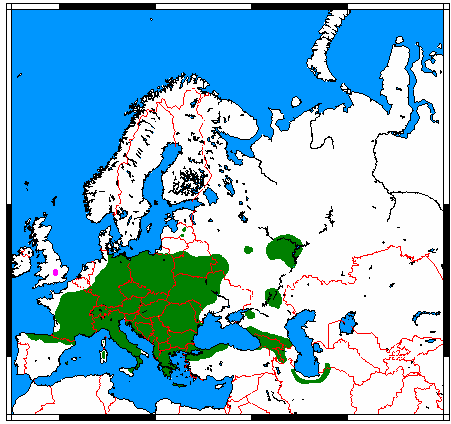
Répartition du loir gris selon l'IUCN (vert=natifs; rose=introduits).

Le loir se trouve en Europe depuis la chaîne des Cantabriques jusqu'à la région de Kazan (Tatarstan) et dans le Caucase. Il est présent dans le nord de la Turquie, en Corse, Sardaigne et Sicile mais est absent de la bordure atlantique de la France ainsi que des grandes plaines d'Allemagne du nord. On ne le trouve pas en Scandinavie et, dans les îles Britanniques, seule une petite population introduite subsiste dans le sud-est de l'Angleterre. En altitude, il ne dépasse guère 1 500 m dans les Alpes et 2 000 m dans les Pyrénées. Il est aussi présent en Asie centrale jusqu'au Pakistan.
En Belgique, le loir ne se trouve régulièrement qu'en Gaume. Des observations fortuites ont été réalisées bien au nord de cette zone, notamment dans le Limbourg néerlandais, mais il s'agissait d'animaux transportés, probablement au sein de balles de paille importées de France. Un loir capturé au siècle dernier (1888) « aux environs de Dinant » figure dans les collections de l'Institut royal des sciences naturelles.

En France, il est présent partout sauf dans le nord-ouest du Nord-Picardie à la Bretagne et en Aquitaine. Il n'atteint la côte atlantique qu'en Charente-Maritime et dans le Pays basque et le sud des Landes.

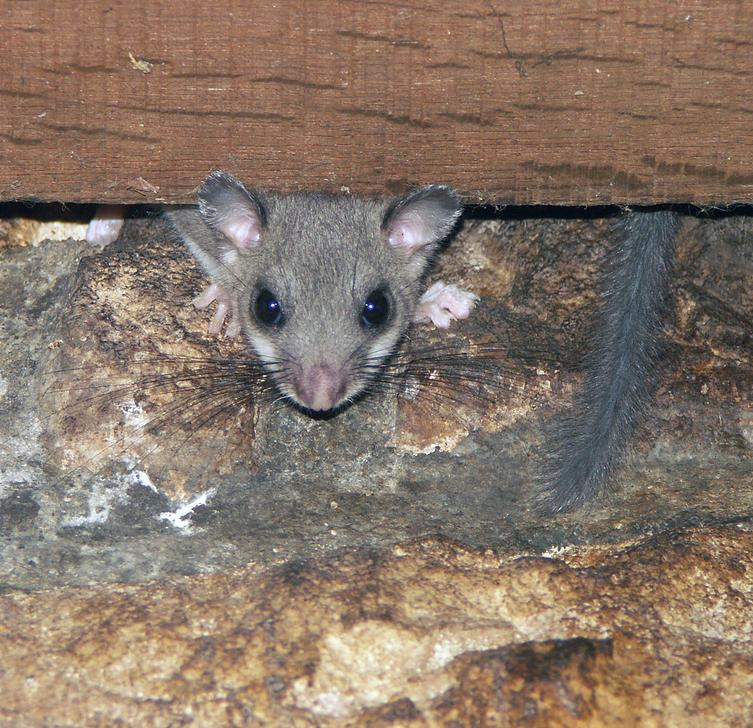
Loir entré dans une maison.

Le loir est un animal jamais abondant et, dans de grandes parties de son aire de répartition, il est extrêmement rare. Il vit principalement dans les forêts caducifoliées, spécialement les hêtraies et les chênaies mais habite aussi les parcs, les vergers, les formations buissonnantes et les lisières. Il adopte volontiers le couvert de cabanes forestières et peut entrer dans les maisons.

## Classification
Le genre Glis a été proposé par Eberhard August Wilhelm von Zimmermann en 1780. Muirhead en 1819 propose une classification où le type en est cette espèce. Dans cette classification la famille est appelée Gliridae et le genre dans lequel est classé l'espèce s'appelle Myoxidus. John Edward Gray a proposé le nom de Myoxidae pour la famille et la réorganise, mais plus tard le terme de Gliridae sera de nouveau préféré. Le genre Myoxus a ensuite été subdivisé en quatre sous-genres par Wagner en 1840 avant que ceux-ci ne soient reconnus comme genre à part entière, ce sont les genres Graphiurus, Eliomys, Glis ou Myoxus qui inclut l'espèce et Muscardinus. Le genre Myoxus a donc inclus d'autres espèces que celle-ci.

## Rapports avec l'espèce humaine

### Statut de conservation, menaces et protection
Europe : annexe III de la Convention de Berne : espèce protégée, pouvant faire l'objet de prélèvements si la densité de ses populations le permet.
Wallonie : espèce strictement protégée depuis mars 1983.

### Dans l'Antiquité
À l'époque de la Rome antique, les Romains engraissaient dans un glirarium, des individus vraisemblablement capturés afin d'en consommer la chair, très appréciée.

### Loir gris dans la culture

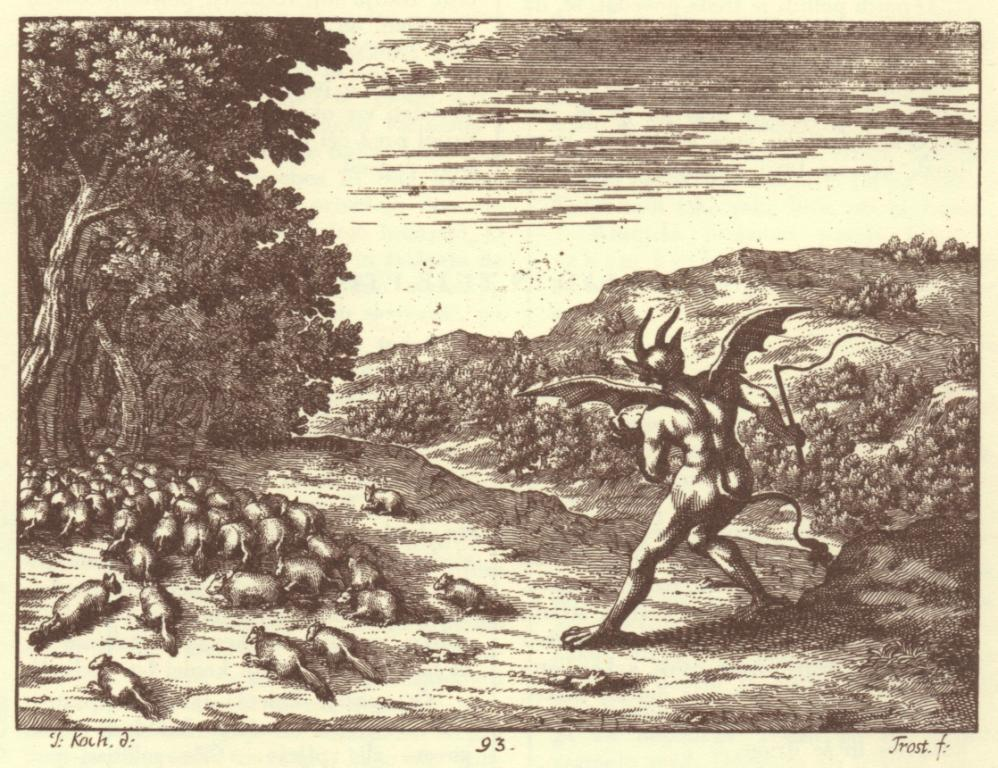
Diable faisant paître des loirs,
gravure en taille douce (1689).

En plus d'être un animal important du folklore slovène, le Loir gris est usuellement chassé en Slovénie pour sa viande et sa fourrure. Élément de la cuisine calabraise, il a également été chassé pour sa viande en Corse, sur l'île de Hvar (Croatie), en Alava et en Navarre.
Dans Alice au Pays des Merveilles, un loir prend le thé avec le chapelier toqué et le Lièvre de Mars.

#### Sous le taxonGlis glis
- (en) Mammal Species of the World (3e  éd., 2005) :  Glis glis   Linnaeus, 1766 (consulté le 3 mai 2012)
- (en) Brainmuseum : Glis glis (consulté le 3 mai 2012)
- (en) Catalogue of Life : Glis glis (Linnaeus, 1766) (consulté le 24 mars 2022)
- (en) Fauna Europaea : Glis glis (Linnaeus, 1766) (consulté le 24 mars 2022)
- (en) Paleobiology Database : Glis glis Linnaeus 1766 (éteint) (consulté le 3 mai 2012)
- (en) Animal Diversity Web : Glis glis (consulté le 3 mai 2012)
- (en) NCBI : Glis glis (taxons inclus) (consulté le 3 mai 2012)
- (en) UICN : espèce Glis glis (consulté le 3 mai 2012)

#### Sous le synonymeMyoxus glis
- (fr + en) ITIS : Myoxus glis (Linnaeus, 1766) (consulté le 3 mai 2012)